# Wylatowo
Wylatowo (deutsch: Wilatowen, früher Willatowo und Wilatowo) ist ein Dorf in der Stadt-und-Land-Gemeinde Mogilno im Powiat Mogileński (Mogilnoer Kreis) der polnischen Woiwodschaft Kujawien-Pommern.

## Geographische Lage
Wylatowo liegt auf einer Anhöhe zwischen zwei kleinen Seen etwa acht Kilometer südlich der Stadt Mogilno, 25 Kilometer nordöstlich der Stadt Gniezno (Gnesen) und 60 Kilometer südlich der Stadt Bydgoszcz (Bromberg).

## Geschichte

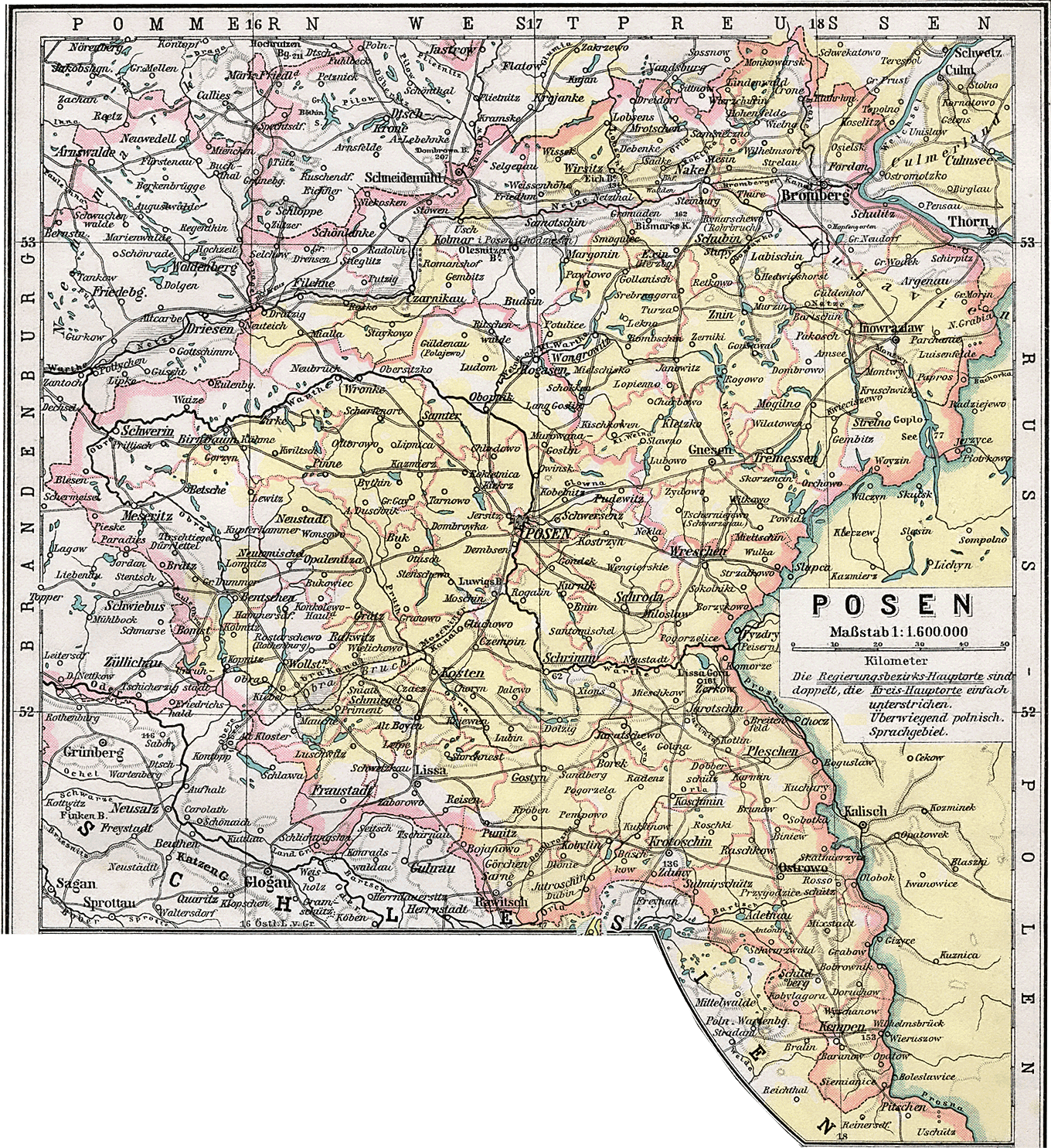
Wilatowen, südlich der Stadt Bromberg, südlich der Stadt Mogilno und südwestlich der Stadt Inowrazlaw (Hohensalza), auf einer Landkarte der Provinz Posen von 1905 (gelb markierte Flächen kennzeichnen Gebiete mit seinerzeit mehrheitlich polnischsprachiger Bevölkerung)

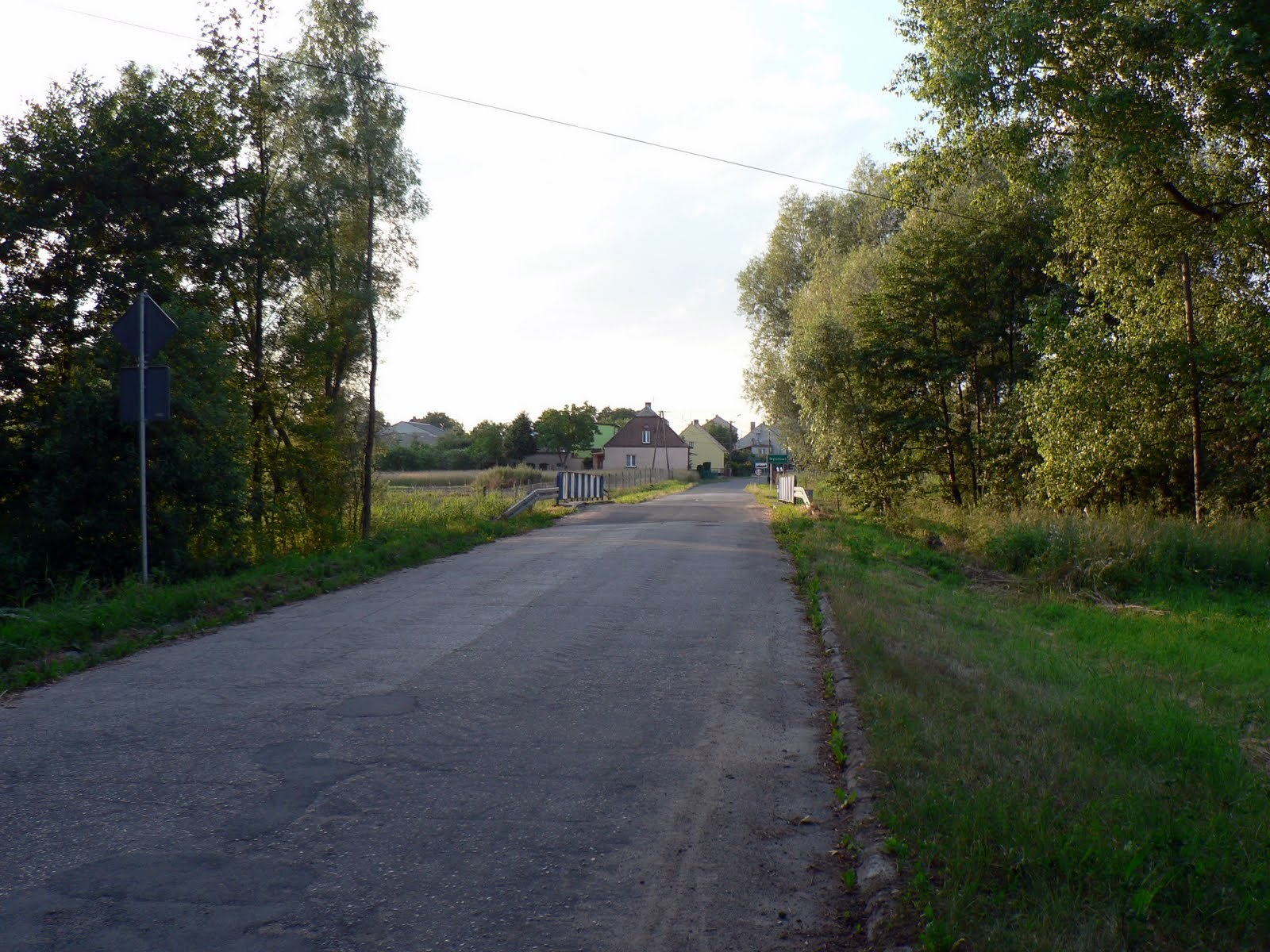
Dorfstraße in Wylatowo

Die Ortschaft  ist aus einem früh nachweisbaren Dorf hervorgegangen, das dem Augustinerkloster zu Tremessen (Trzemeszno) gehörte.  Sein Name lautete in der ersten Hälfte des 12. Jahrhunderts Welatow. Am 28. April 1145 wurde dem Kloster  der Besitz des Dorfes durch den Polenherzog Mieszko III. bestätigt.  Nachdem das Dorf 1247 auf deutsches Recht umgestellt worden war,  erhielt der Ort 1368 Stadtrecht, war anschließend jedoch recht klein geblieben: 1458 hatte er nur zwei Krieger zu stellen. Um 1770 wurde in Wylatowo eine katholische Kirche errichtet. Die Einwohner des Orts waren in den 1780er Jahren Polen, die sich hauptsächlich vom Ackerbau ernährten. Sie lebten  in einigen Dutzend Wohnhäusern, die aus Holz gebaut waren und ein Strohdach hatten.
Mit der Ersten Teilung Polens kam Wylatowo zu Preußen, wo es unter dem Namen Wilatowen bis 1919 verblieb. Im Jahr 1773 endeten die Besitzrechte der Augustinermönche auf den Ort.  Die Ortschaft wurde  1818 dem Kreis Mogilno, Provinz Posen, angegliedert. 1871 verlor Wilatowen das Stadtrecht. 1919 kam der Ort durch den Großpolnische Aufstand an die Zweite Polnische Republik. 
1939 wurde die Region von der deutschen Wehrmacht besetzt. Gegen Ende des Zweiten Weltkriegs wurde Wilatowen von der Roten Armee eingenommen und kurz darauf von der Sowjetunion der Volksrepublik Polen zur Verwaltung überlassen.

### Demographie
| Jahr | Einwohner | Anmerkungen |
| ---- | --------- | --- |
| 1780 | 223       | Stadt |
| 1783 | 295       | Stadt, bestehend aus 47 hölzernen Häusern, die mit Stroh gedeckt sind, Einwohner sind Polen |
| 1788 | 389       | Stadt, mit 24 Häusern |
| 1802 | 261       | Stadt |
| 1816 | 368       | davon fünf Evangelische, 349 Katholiken und 14 Juden; nach anderen Angaben 65 Feuerstellen (Haushaltungen), 343 Einwohner, darunter vier Lutheraner                                                          |
| 1821 | 421       | in 66 Privatwohnhäusern |
| 1826 | 550       | Ackerstädtchen, mit 71 Häusern |
| 1837 | 468       | in 80 Häusern |
| 1843 | 510       | [ 2 ] |
| 1852 | 528       | Stadt |
| 1858 | 534       | [ 2 ] |
| 1861 | 588       | [ 2 ] |
| 1885 | 732       | Landgemeinde, am 1. Dezember, davon 53 Evangelische, 670 Katholiken, ein sonstiger Christ und acht Juden |
| 1905 | 882       | Landgemeinde, am 1. Dezember, davon 45 mit deutscher Muttersprache (34 Evangelische, elf Katholiken), 835 mit polnischer Muttersprache (sämtlich Katholiken) und zwei mit einer anderen Sprache, keine Juden |
| 1910 | 813       | am 1. Dezember, davon 34 mit deutscher Muttersprache (26 Evangelische, acht Katholiken) und 769 mit polnischer Muttersprache (sämtlich Katholiken)                                                           |

## Verweise